# Maurilândia do Tocantins
Maurilândia do Tocantins är en kommun i Brasilien.   Den ligger i delstaten Tocantins, i den centrala delen av landet, 1 100 km norr om huvudstaden Brasília. Antalet invånare är 3 158.
Omgivningarna runt Maurilândia do Tocantins är huvudsakligen savann. Runt Maurilândia do Tocantins är det mycket glesbefolkat, med 4 invånare per kvadratkilometer.